# Huligud, Devadurga
Huligud là một làng thuộc tehsil Devadurga, huyện Raichur, bang Karnataka, Ấn Độ.